# Vitantonio Liuzzi
Vitantonio „Tonio“ Liuzzi (* 6. August 1981 in Locorotondo) ist ein italienischer Automobilrennfahrer. 2004 gewann Liuzzi den Meistertitel der internationalen Formel-3000-Meisterschaft. Von 2005 bis 2011 startete er für verschiedene Teams in der Formel 1.

## Karriere

### Nachwuchskategorien

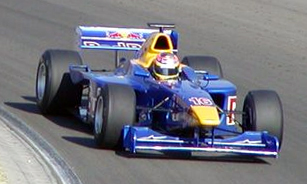
Liuzzi gab 2003 sein Debüt in der Formel 3000

Liuzzi begann seine Motorsportkarriere 1991 als Zehnjähriger mit dem Kartsport, 2001 wurde er Kart-Weltmeister in der Formel Super A. Im Jahr 2002 wechselte er nach zahlreichen Erfolgen in den Formelsport und ging zunächst in der deutschen Formel-3-Meisterschaft an den Start, wo er auf Anhieb den vierten Rang im Schlussklassement belegte. 2003 stieg der von seinen Fans „Tonio“ genannte Liuzzi in die Formel 3000 auf und fuhr dort für das von Coloni Motorsport betreute Red Bull Junior Team F3000. In der Meisterschaft belegte er abermals den vierten Rang. In der Saison 2004 schaffte Liuzzi den Durchbruch: Nach seinem Wechsel zum Meisterteam Arden International fuhr er in zehn Rennen neunmal auf die Pole-Position und siegte bei sieben davon, was ihm zum unangefochtenen Meistertitel verhalf.

### Formel 1

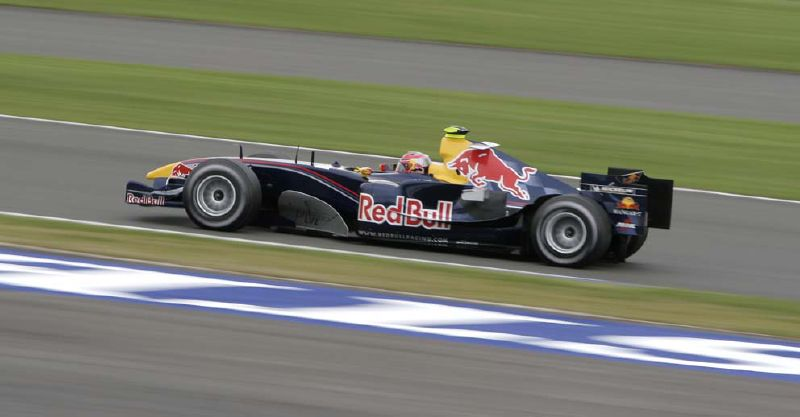
Liuzzi im Red Bull RB1, GP Großbritannien 2005

#### Red Bull (2005)
Durch diese Leistungen wurde auch die Formel-1-Szene auf ihn aufmerksam. Da Liuzzi immer noch zum Juniorkader von Red Bull gehörte, wurde er zunächst zum offiziellen Test- und Ersatzfahrer des neuformierten Formel-1-Teams Red Bull Racing befördert. Er kam in dieser Funktion in der Saison 2005 sogar zu vier Renneinsätzen, bei denen er Stammfahrer Christian Klien ersetzte. In seinem ersten Formel-1-Rennen, dem Großen Preis von San Marino am 24. April 2005, schaffte Liuzzi mit einem achten Platz auf Anhieb seinen ersten WM-Punkt, konnte bei den verbleibenden drei Rennen aber keine weiteren Punkte erzielen.

#### Toro Rosso (2006–2007)

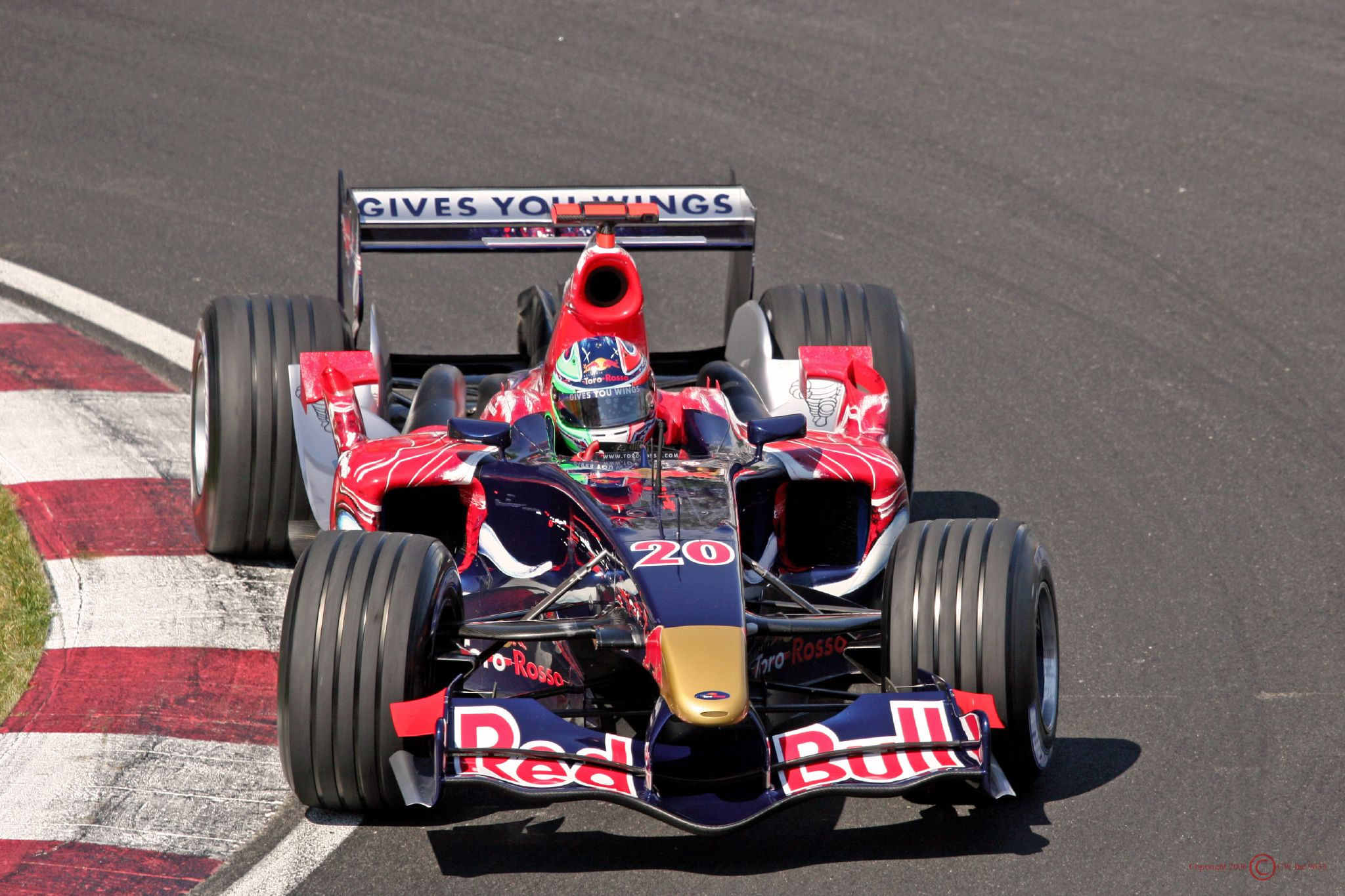
Liuzzi im Toro Rosso STR01, GP Kanada 2006

Nachdem Red Bull Ende 2005 auch das Minardi-Team übernommen hatte, um es als Scuderia Toro Rosso weiterzuführen, wechselte Liuzzi für 2006 als Stammfahrer in das neue Team. Beim Großen Preis der USA erreichte er wieder mit einem achten Platz das einzige Mal in dieser Saison die Punkteränge. Obwohl Liuzzi nicht restlos überzeugen konnte, aber wenigstens seinen US-amerikanischen Teamkollegen Scott Speed im Griff hatte, bekam er auch für 2007 einen Stammfahrer-Vertrag. Während der Saison wurde aber zunehmend deutlich, dass Toro Rosso mit seinen beiden Fahrern unzufrieden war, weil diese die Möglichkeiten des Autos nur mangelhaft ausnutzten. Entsprechende Äußerungen von Team-Mitbesitzer Gerhard Berger und Rennleiter Franz Tost waren allenthalben in der Fachpresse zu lesen. Speed wurde schließlich noch während der Saison durch den Deutschen Sebastian Vettel ersetzt, Liuzzi blieb noch bis zum Ende der Saison, bekam jedoch keinen neuen Vertrag. Beim verregneten und chaotischen Großen Preis von China empfahl sich Liuzzi nochmal mit einem sechsten Platz und drei WM-Punkten bei anderen Teams, erhielt jedoch zunächst kein Cockpit.

#### Force India (2008–2010)

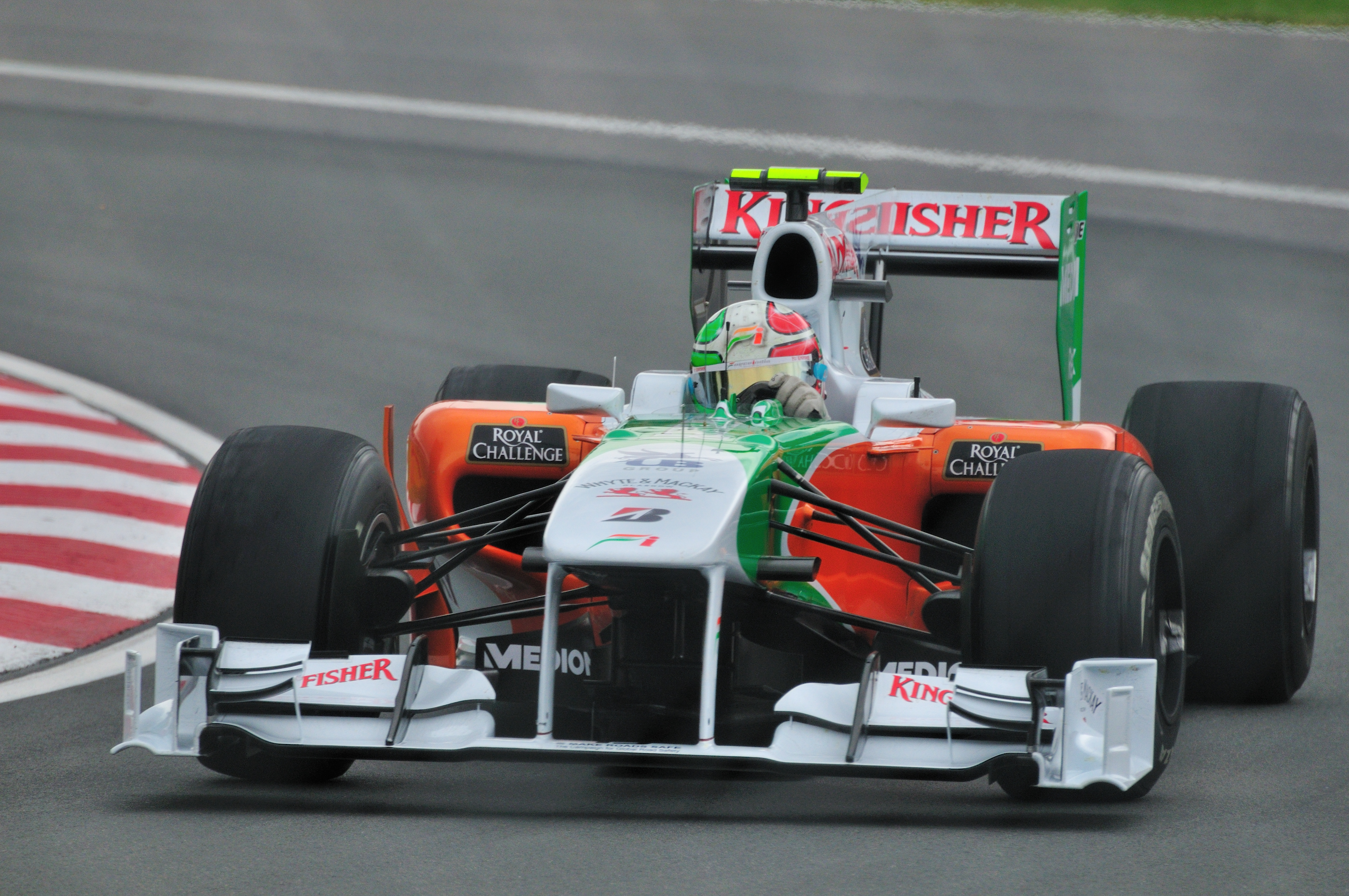
Liuzzi im Force India beim Großen Preis von Kanada 2010

Im Winter vor der Saison 2008 nahm er am Shoot-Out beim neuformierten Spyker-Nachfolgeteam Force India teil und wurde im Januar von Teamchef Vijay Mallya als offizieller Test- und Ersatzfahrer präsentiert, der er auch 2009 zunächst blieb.
Nachdem Stammfahrer Giancarlo Fisichella das Team vor den letzten fünf Rennen jedoch verlassen hatte, um den verletzten Felipe Massa beim Traditionsteam Ferrari zu ersetzen, wurde Liuzzi das verwaiste Cockpit an der Seite Adrian Sutils übertragen. Damit feierte er beim Großen Preis von Italien nach knapp zwei Jahren sein Comeback als Grand-Prix-Pilot. Gleich zu seinem ersten Rennen startete er von der siebten Position, schied jedoch aus. In den verbleibenden vier Grand Prix konnte Liuzzi diese gute Qualifying-Leistung nicht wiederholen und erlangte in dieser Saison auch keine WM-Punkte.
Für die Saison 2010 war Liuzzi neben Sutil als Stammfahrer gesetzt. Das interne Duell gegen Sutil konnte er nicht für sich entscheiden und unterlag Sutil mit 21 zu 47 Punkten. Der Italiener kam fünfmal in die Punkteränge und erzielte beim Großen Preis von Korea mit einem sechsten Platz sein bestes Resultat. Am Saisonende belegte er den 15. Platz in der Gesamtwertung. Obwohl er einen Vertrag für die Saison 2011 mit Force India besaß, löste sein Team den Vertrag im Januar auf und ersetzte Liuzzi durch den bisherigen Testfahrer und DTM-Meister Paul di Resta.

#### HRT (2011)

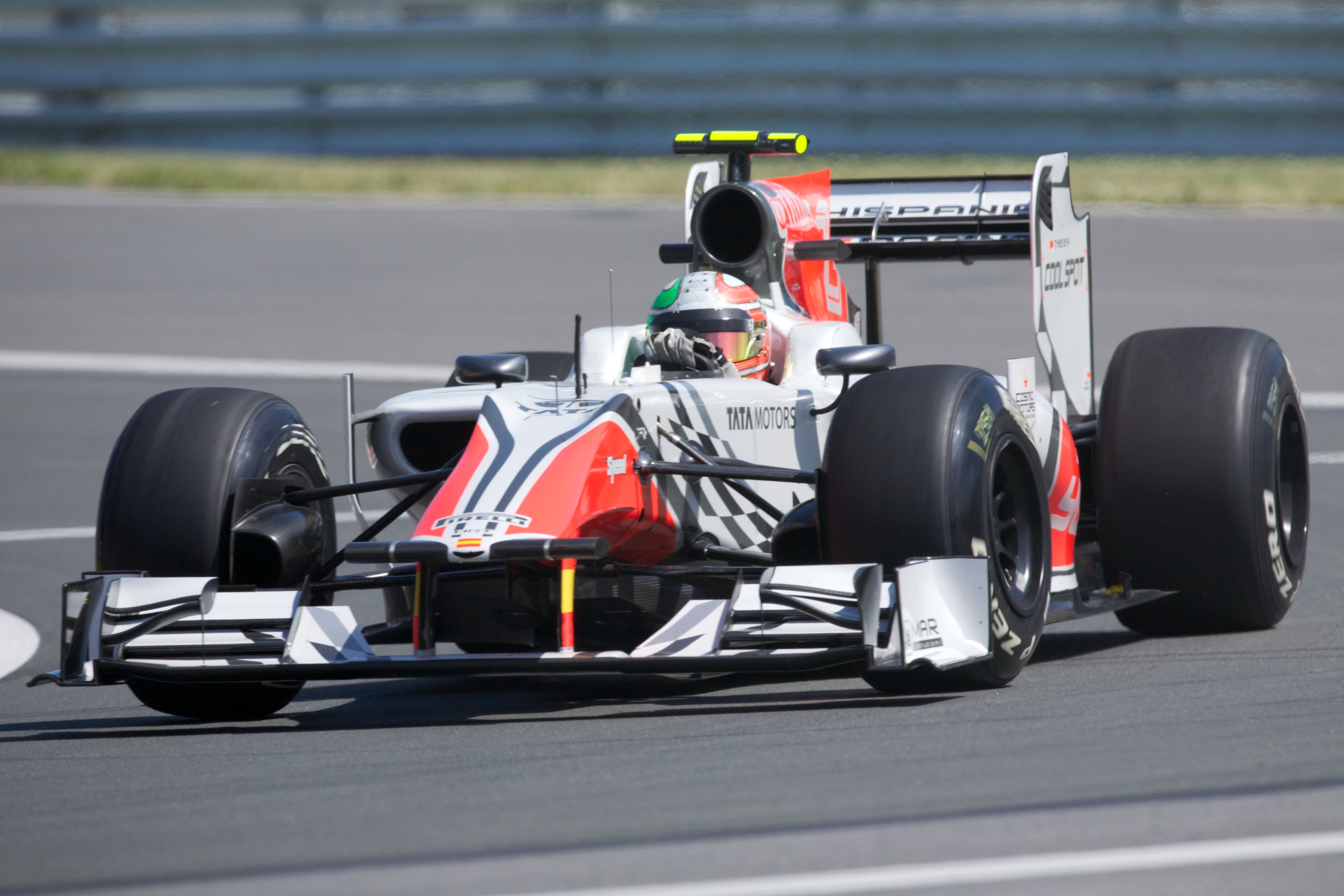
Liuzzi im HRT beim Großen Preis von Kanada 2011

Liuzzi erhielt für die Saison 2011 schließlich einen Vertrag bei HRT, wo er zunächst Teamkollege von Narain Karthikeyan und später von Daniel Ricciardo war. Beim ersten Rennwochenende in Australien scheiterte er an der 107-Prozent-Regel. Beim Großen Preis von Kanada erzielte er mit einem 13. Platz seine beste Saisonplatzierung. In Indien wurde er einmalig durch Karthikeyan ersetzt. Am Saisonende belegte er den 23. Platz in der Meisterschaft. 2012 verlor Liuzzi sein Einsatzcockpit bei HRT und blieb als Testfahrer bei dem Rennstall.

### Andere Rennserien
In der Saison 2008/09 trat Liuzzi bei vier Rennen der A1GP-Serie an und konnte dabei eine Pole-Position erzielen. Außerdem ging er 2008 in der Speedcar Series an den Start.

## Persönliches
Liuzzi lebt in Pescara, Italien.

## Statistik

### Karrierestationen
| - 1991–2001: Kartsport - 2001: Deutsche Formel Renault (Platz 2) - 2001: Formel Renault 2.0 Eurocup - 2002: Deutsche Formel 3 (Platz 9) - 2002: Italienische Formel 3 (Platz 8) - 2002: Französische Formel 3 - 2003: Formel 3000 (Platz 4) - 2003: World Series by Nissan (Platz 25) - 2004: Formel 3000 (Meister) - 2005: Formel 1 (Platz 24) | - 2006: Formel 1 (Platz 19) - 2007: Formel 1 (Platz 18) - 2008: Formel 1 (Testfahrer) - 2009: Formel 1 (Platz 22) - 2009: Speedcar Series (Platz 3) - 2009: A1GP - 2010: Formel 1 (Platz 15) - 2011: Formel 1 (Platz 23) - 2011: V8 Supercars (Platz 78) - 2012: Superstars International Series (Platz 2) | - 2012: WEC (Platz 59) - 2012: Formel 1 (Testfahrer) - 2013: Superstars International Series (Platz 3) - 2013: WEC (Platz 39) - 2014: Super Formula (Platz 16) - 2014: Super GT (Platz 16) - 2015: Formel E (Platz 23) - 2015: WEC - 2016: Formel E |

### Statistik in der Formel-1-Weltmeisterschaft
Diese Statistik umfasst alle Teilnahmen des Fahrers an der Formel-1-Weltmeisterschaft.

#### Gesamtübersicht
| Saison | Team                | Chassis           | Motor                | Rennen | Siege | Zweiter | Dritter | Poles | schn. Rennrunden | Punkte | WM-Pos. |
| ------ | ------------------- | ----------------- | -------------------- | ------ | ----- | ------- | ------- | ----- | ---------------- | ------ | ------- |
| 2005   | Red Bull Racing     | Red Bull RB1      | Cosworth 3.0 V10     | 4      | –     | –       | –       | –     | –                | 1      | 24.     |
| 2006   | Scuderia Toro Rosso | Toro Rosso STR1   | Cosworth 3.0 V10     | 18     | –     | –       | –       | –     | –                | 1      | 19.     |
| 2007   | Scuderia Toro Rosso | Toro Rosso STR2   | Ferrari 2.4 V8       | 17     | –     | –       | –       | –     | –                | 3      | 18.     |
| 2009   | Force India F1 Team | Force India VJM02 | Mercedes-Benz 2.4 V8 | 5      | –     | –       | –       | –     | –                | –      | 22.     |
| 2010   | Force India F1 Team | Force India VJM03 | Mercedes-Benz 2.4 V8 | 19     | –     | –       | –       | –     | –                | 21     | 15.     |
| 2011   | HRT F1 Team         | HRT F111          | Cosworth 2.4 V8      | 17     | –     | –       | –       | –     | –                | –      | 23.     |
| Gesamt | Gesamt              | Gesamt            | Gesamt               | 80     | –     | –       | –       | –     | –                | 26     |         |

#### Einzelergebnisse
| Saison | 1   | 2   | 3   | 4   | 5   | 6   | 7   | 8   | 9   | 10  | 11 | 12  | 13  | 14  | 15  | 16 | 17  | 18  | 19 |
| ------ | --- | --- | --- | --- | --- | --- | --- | --- | --- | --- | -- | --- | --- | --- | --- | -- | --- | --- | -- |
| 2005   |     |     |     |     |     |     |     |     |     |     |    |     |     |     |     |    |     |     |    |
|        |     |     | 8   | DNF | DNF | 9   |     |     |     |     |    |     |     |     |     |    |     |     |    |
| 2006   |     |     |     |     |     |     |     |     |     |     |    |     |     |     |     |    |     |     |    |
| 11     | 11  | DNF | 14  | DNF | 15* | 10  | 13  | 13  | 8   | 13  | 10 | DNF | DNF | 14  | 10  | 14 | 13  |     |    |
| 2007   |     |     |     |     |     |     |     |     |     |     |    |     |     |     |     |    |     |     |    |
| 14     | 17  | DNF | DNF | DNF | DNF | 17* | DNF | 16* | DNF | DNF | 15 | 17  | 12  | 9   | 6   | 13 |     |     |    |
| 2009   |     |     |     |     |     |     |     |     |     |     |    |     |     |     |     |    |     |     |    |
|        |     |     |     |     |     |     |     |     |     |     |    | DNF | 14  | 14  | 11  | 15 |     |     |    |
| 2010   |     |     |     |     |     |     |     |     |     |     |    |     |     |     |     |    |     |     |    |
| 9      | 7   | DNF | DNF | 15* | 9   | 13  | 9   | 16  | 11  | 16  | 13 | 10  | 12  | DNF | DNF | 6  | DNF | DNF |    |
| 2011   |     |     |     |     |     |     |     |     |     |     |    |     |     |     |     |    |     |     |    |
| DNQ    | DNF | 22  | 22  | DNF | 16  | 13  | 23  | 18  | DNF | 20  | 19 | DNF | 20  | 23  | 21  |    | 20  | DNF |    |

| Legende  | Legende            | Legende                                                          |
| Farbe    | Abkürzung          | Bedeutung                                                        |
| -------- | ------------------ | ---------------------------------------------------------------- |
| Gold     | –                  | Sieg                                                             |
| Silber   | –                  | 2. Platz                                                         |
| Bronze   | –                  | 3. Platz                                                         |
| Grün     | –                  | Platzierung in den Punkten                                       |
| Blau     | –                  | Klassifiziert außerhalb der Punkteränge                          |
| Violett  | DNF                | Rennen nicht beendet (did not finish)                            |
| Violett  | NC                 | nicht klassifiziert (not classified)                             |
| Rot      | DNQ                | nicht qualifiziert (did not qualify)                             |
| Rot      | DNPQ               | in Vorqualifikation gescheitert (did not pre-qualify)            |
| Schwarz  | DSQ                | disqualifiziert (disqualified)                                   |
| Weiß     | DNS                | nicht am Start (did not start)                                   |
| Weiß     | WD                 | zurückgezogen (withdrawn)                                        |
| Hellblau | PO                 | nur am Training teilgenommen (practiced only)                    |
| Hellblau | TD                 | Freitags-Testfahrer (test driver)                                |
| ohne     | DNP                | nicht am Training teilgenommen (did not practice)                |
| ohne     | INJ                | verletzt oder krank (injured)                                    |
| ohne     | EX                 | ausgeschlossen (excluded)                                        |
| ohne     | DNA                | nicht erschienen (did not arrive)                                |
| ohne     | C                  | Rennen abgesagt (cancelled)                                      |
| ohne     | keine WM-Teilnahme |                                                                  |
| sonstige | P/fett             | Pole-Position                                                    |
| sonstige | 1/2/3/4/5/6/7/8    | Punktplatzierung im Sprint-/Qualifikationsrennen                 |
| sonstige | SR/kursiv          | Schnellste Rennrunde                                             |
| sonstige | *                  | nicht im Ziel, aufgrund der zurückgelegten Distanz aber gewertet |
| sonstige | ()                 | Streichresultate                                                 |
| sonstige | unterstrichen      | Führender in der Gesamtwertung                                   |

### Einzelergebnisse in der FIA-Formel-E-Meisterschaft
| Jahr    | Team                  | 1   | 2   | 3   | 4   | 5   | 6   | 7   | 8   | 9   | 10  | 11  | Punkte | Rang |
| ------- | --------------------- | --- | --- | --- | --- | --- | --- | --- | --- | --- | --- | --- | ------ | ---- |
| 2014/15 | Trulli                | BEI | PUT | PUN | BUE | MIA | LBH | MON | BER | MOS | LON | LON | 2      | 23.  |
| 2014/15 | Trulli                |     |     |     |     | 16  | 13  | NC  | 9   | 17  |     |     | 2      | 23.  |
| 2015/16 | Trulli Formula E Team | BEI | PUT | PUN | BUE | MEX | LBH | PAR | BER | LON | LON |     | –      | –    |
| 2015/16 | Trulli Formula E Team | DNP | DNP |     |     |     |     |     |     |     |     |     | –      | –    |

| Legende                      | Legende       | Legende                                                                 |
| Farbe                        | Abkürzung     | Bedeutung                                                               |
| ---------------------------- | ------------- | ----------------------------------------------------------------------- |
| Gold                         | —             | Sieger                                                                  |
| Silber                       | —             | 2. Platz                                                                |
| Bronze                       | —             | 3. Platz                                                                |
| Grün                         | —             | Platzierung in den Punkten                                              |
| Blau                         | —             | Klassifiziert außerhalb der Punkteränge                                 |
| Violett                      | DNF           | Rennen nicht beendet                                                    |
| Violett                      | NC            | nicht klassifiziert                                                     |
| Rot                          | DNQ           | nicht qualifiziert                                                      |
| Schwarz                      | DSQ           | disqualifiziert                                                         |
| Weiß                         | DNS           | nicht am Start                                                          |
| Weiß                         | WD            | zurückgezogen                                                           |
| Weiß                         | C             | Rennen abgesagt                                                         |
| Blanko                       |               | nicht teilgenommen                                                      |
| Blanko                       | DNP           | gemeldet, aber nicht teilgenommen                                       |
| Blanko                       | INJ           | verletzt oder krank                                                     |
| Blanko                       | EX            | ausgeschlossen                                                          |
| sonstige Formate und Zeichen | P/fett        | Pole-Position                                                           |
| sonstige Formate und Zeichen | kursiv        | Schnellste Rennrunde (ab 2017/18: Schnellste Rennrunde der ersten Zehn) |
| sonstige Formate und Zeichen | unterstrichen | Führender in der Gesamtwertung                                          |
| sonstige Formate und Zeichen | °             | FanBoost                                                                |
| sonstige Formate und Zeichen | *             | nicht im Ziel, aufgrund der zurückgelegten Distanz aber gewertet        |
| sonstige Formate und Zeichen | ( )           | Streichresultat                                                         |